# Sam Mendes
Pour les articles homonymes, voir Mendes.
Samuel Mendes, dit Sam Mendes (prononcé en anglais : [sæm ˈmɛndɛs]), né le 1er août 1965 à Reading (Berkshire), est un réalisateur, scénariste et producteur de cinéma britannique.
Sa première réalisation, American Beauty (1999), est récompensée par cinq Oscars du cinéma — dont meilleur film, meilleur réalisateur et meilleur acteur pour Kevin Spacey — propulsant Mendes au rang de vedette.
Il réalise deux films de la saga autour du personnage de James Bond, Skyfall et Spectre, en 2012 et 2015 respectivement.
Fait commandeur de l'ordre de l'Empire britannique par la reine Élisabeth II en 2000 pour services rendus aux arts dramatiques, il est anobli en 2019.

## Biographie

### Enfance et formations
Samuel Alexander Mendes est le fils d'un Trinidadien du nom de Mendes d'origine portugaise et d'une Britannique Valerie Helene Mendes (Barnett), ses parents divorcent alors qu'il a 5 ans. Son grand-père est l'écrivain Alfred Mendes.
Après ses études secondaires à la Magdalen College School d'Oxford, il s'inscrit à l'université de Cambridge. À Cambridge, il fait partie de la troupe théâtrale de l'université, la Marlowe Society, avant de rejoindre le Chichester Festival Theatre, puis la Royal Shakespeare Company où il dirige Troïlus et Cressida avec Ralph Fiennes, et Richard III.

### Carrière
En 1992, il devient directeur artistique de la Donmar Warehouse de Londres où il met en scène La Ménagerie de verre de Tennessee Williams et une adaptation scénique de la comédie musicale Cabaret. Il y dirige La Chambre bleue avec Nicole Kidman.
Après cette carrière remarquée au théâtre, il passe derrière la caméra et rencontre dès son premier film un succès international avec American Beauty en 1999, pour lequel il reçoit de nombreuses récompenses dont l'Oscar et le Golden Globe du meilleur réalisateur. En 2006, il met en scène la comédie musicale Cabaret en Europe.
Il dirige pour la première fois son épouse dans son quatrième film, Les Noces rebelles (2008), où Kate Winslet retrouve pour l'occasion ses partenaires de Titanic : Leonardo DiCaprio (meilleur ami de Kate) et Kathy Bates. En 2009, il réalise Away We Go, un film plus « indépendant » que ses précédentes réalisations.
En 2010, il se voit confier la réalisation du 23e volet des aventures de James Bond, Skyfall. Après un arrêt de la production en raison des problèmes financiers de la Metro-Goldwyn-Mayer qui finance le film, le projet est confirmé et le film sort en 2012. C'est un énorme succès mondial, aussi bien auprès du public, que de la critique. Sam Mendes est alors envisagé pour le film suivant. D'abord hésitant, il annonce finalement qu'il ne rempilera pas, préférant se concentrer sur ses projets théâtraux. En juillet 2013, il est pourtant confirmé comme réalisateur de 007 Spectre, qui sort en France le 10 novembre 2015.
En septembre 2016, il préside le jury international du 73e Festival de Venise. La comédienne anglaise Gemma Arterton en fait notamment partie. Elle et Mendes ont participé à des films James Bond.
Il réalise ensuite 1917, sorti en 2019. Coécrit avec Krysty Wilson-Cairns, le scénario s'inspire en partie des récits de son grand-père paternel, Alfred Mendes. Le film raconte l'histoire de deux jeunes soldats britanniques qui reçoivent l'ordre de délivrer un message annulant une attaque vouée à l'échec peu après la retraite allemande sur la ligne Hindenburg pendant l'opération Alberich en 1917. La réalisation du film donne l'illusion d'un seul long plan-séquence et d'une action en temps réel. Le film reçoit de nombreuses nominations et remporte plusieurs prix, dont deux Golden Globes et trois Oscars.
Il écrit et réalise ensuite le drame romantique Empire of Light, qui sera présenté en avant-première au festival international du film de Toronto 2022. Malgré des critiques plutôt positives, le film passe inaperçu au public et fait un flop au box-office[réf. nécessaire].
En février 2024, Apple Corps fait l'annonce qu'une série de quatre films biographiques sur la carrière des Beatles, chacun prenant le point de vue d'un de ses membres, sera réalisé par le cinéaste. En juin, il est annoncé que les acteurs principaux ont été choisis; Harris Dickinson interprètera John Lennon, Paul Mescal jouera Paul McCartney, Charlie Rowe prendra les traits de George Harrison et Barry Keoghan sera Ringo Starr. Avec le titre provisoire The Beatles – A Four-Film Cinematic Event, les sorties sont prévues en avril 2028, possiblement un par semaine ou les quatre la même journée, et raconteront l’histoire du groupe, chacun selon la perspective d’un membre différent. L'écriture des scénarios sera effectuée par Jez Butterworth, Peter Straughan (en) et Jack Thorne.

### Vie privée
Sam Mendes a une relation avec l'actrice Rachel Weisz de 1999 à 2001, future femme de l'acteur Daniel Craig, qu'il dirigera à deux reprises en tant que James Bond en 2012 et 2015.
En 2003, il épouse l'actrice britannique Kate Winslet. Leur fils Joe naît le 22 décembre 2003. En 2010, le divorce entre Kate Winslet et le réalisateur Sam Mendes est prononcé et engagé à l'amiable en discrétion.
En 2011, il entame une relation avec l’actrice Rebecca Hall, qui prend fin en 2013. En janvier 2017, il épouse la trompettiste Alison Balsom. En septembre 2017, Balsom donne naissance à leur fille.

## Filmographie
Sauf indication contraire, les informations mentionnées dans cette section peuvent être confirmées par la base de données cinématographiques IMDb,  présente dans la section « Liens externes ».

### Réalisateur
- 1999 : American Beauty
- 2002 : Les Sentiers de la perdition
- 2005 : Jarhead : La Fin de l'innocence
- 2008 : Les Noces rebelles
- 2009 : Away We Go
- 2012 : Skyfall
- 2015 : 007 Spectre
- 2019 : 1917
- 2022 : Empire of Light

### Producteur ou producteur exécutif

#### Cinéma
- 2001 : Les Sentiers de la perdition de lui-même
- 2006 : Starter for 10 de Tom Vaughan (producteur exécutif)
- 2007 : Nos souvenirs brûlés (Things We Lost in the Fire) de Susanne Bier
- 2007 : Les Cerfs-volants de Kaboul (The Kite Runner) de Marc Forster (producteur exécutif)
- 2008 : Les Noces rebelles de lui-même
- 2010 : Out of the Ashes de Tim Albone, Lucy Martens et Leslie Knott (documentaire) (producteur exécutif)
- 2012 : Blood de Nick Murphy (producteur exécutif)
- 2022 : Ben Stokes : Phoenix from the Ashes de Chris Grubb et Luke Mellows (documentaire) (producteur exécutif)
- 2022 : Empire of Light de lui-même
- 2025 : Hamnet de Chloé Zhao

#### Télévision
- 2007 : Stuart : Une vie à l'envers (Stuart : A Life Backwards) de David Attwood (producteur exécutif)
- 2012-2016 : The Hollow Crown (7 épisodes) (producteur exécutif)
- 2014-2016 : Penny Dreadful (27 épisodes) (producteur exécutif)
- 2017-2019 : Britannia (19 épisodes) (producteur exécutif)
- 2018 : Informer (10 épisodes) (producteur exécutif)
- 2020 : Penny Dreadful : City of Angels (10 épisodes) (producteur exécutif)

### Scénariste
- 2019 : 1917
- 2022 : Empire of Light

## Théâtre

### Metteur en scène
- Troïlus et Cressida de William Shakespeare
- Richard III de William Shakespeare
- 1989 : La Cerisaie d'Anton Tchekhov[18]
- 1998 : La Chambre bleue (The Blue Room) de David Hare d'après Arthur Schnitzler[19]
- 1998 : Cabaret de Joe Masteroff et John Kander co-metteur en scène avec Rob Marshall
- 2009 : La Cerisaie d'Anton Tchekhov, New York, tournée mondiale
- 2010 : The Tempest (La Tempête) de William Shakespeare, tournée mondiale
- 2010 : As You Like It (Comme il vous plaira) de William Shakespeare, tournée mondiale
- 2011 : Richard III de William Shakespeare avec Kevin Spacey, Old Vic
- 2012 : Charlie and the Chocolate Factory: the Musical
- 2019 : The Lehman Trilogy de Stefano Massini[20],[21]

## Distinctions

### Décorations
- Commandeur de l'ordre de l'Empire Britannique[22] (2000)
- Knight Bachelor (2019)

### Récompenses
Source :
- Los Angeles Film Critics Association Awards 1999 : meilleur réalisateur pour American Beauty
- Oscars 2000 : meilleur réalisateur pour American Beauty
- Golden Globes 2000 : meilleur réalisateur pour American Beauty
- Chicago Film Critics Association Awards 2000 : meilleur réalisateur pour American Beauty
- Online Film Critics Society Awards 2000 : meilleur réalisateur pour American Beauty
- Rubans d'argent 2000 : meilleur réalisateur d'un film étranger pour American Beauty
- Dallas-Fort Worth Film Critics Association Awards 2000 : meilleur réalisateur pour American Beauty
- London Film Critics Circle Awards 2000 : meilleur réalisateur pour American Beauty
- Southeastern Film Critics Association Awards 2000 : meilleur réalisateur pour American Beauty
- Directors Guild of America Awards 2000 : meilleur réalisateur pour American Beauty
- Kansas City Film Critics Circle Awards 2000 : meilleur réalisateur pour American Beauty
- Florida Film Critics Circle Awards 2000 : meilleur réalisateur pour American Beauty
- Bodil 2001 : meilleur film américain pour American Beauty
- Lions tchèques 2001 : meilleur film étranger pour American Beauty
- Washington D.C. Area Film Critics Association Awards 2002 (en) : meilleur réalisateur pour Les Sentiers de la perdition
- ShoWest Convention 2003 : réalisateur de l'année
- Directors Guild of Great Britain 2005 : prix honorifique
- Hollywood Film Festival 2005 : réalisateur de l'année
- Jameson Empire Awards 2013 : meilleur réalisateur pour Skyfall
- Golden Globes 2020 : meilleur réalisateur pour 1917
- BAFTA 2020 :
  - Meilleur film pour 1917
  - Meilleur film britannique
  - Meilleur réalisateur
- Festival international du film de Stockholm 2022 : prix du visionnaire

### Nominations
- BAFTA Awards 2000 : meilleur réalisateur pour American Beauty
- Chlotrudis Awards 2000 : meilleur réalisateur pour American Beauty
- Las Vegas Film Critics Society Awards 2000 : meilleur réalisateur pour American Beauty
- Satellite Awards 2000 : meilleur réalisateur pour American Beauty
- Empire Awards 2001 : meilleur réalisateur britannique et meilleur espoir pour American Beauty
- London Film Critics Circle Awards 2003 : meilleur réalisateur pour Les Sentiers de la perdition
- Phoenix Film Critics Society Awards 2003 : meilleur réalisateur pour Les Sentiers de la perdition
- Golden Globes 2009 : meilleur réalisateur pour Les Noces rebelles
- Bodil 2010 : meilleur film américain pour Les Noces rebelles
- Oscars 2020 :
  - Meilleur réalisateur pour 1917
  - Meilleur scénario original

## Box-office
Source : Box Office Mojo
| Film                            | Budget        | Monde           |
| ------------------------------- | ------------- | --------------- |
| American Beauty                 | 15 000 000 $  | 356 296 601 $   |
| Les Sentiers de la perdition    | 80 000 000 $  | 181 001 478 $   |
| Jarhead : La Fin de l'innocence | 72 000 000 $  | 96 889 998 $    |
| Les Noces rebelles              | 35 000 000 $  | 75 226 021 $    |
| Away We Go                      | 17 000 000 $  | 14 899 417 $    |
| Skyfall                         | 200 000 000 $ | 1 108 561 013 $ |
| 007 Spectre                     | 250 000 000 $ | 880 674 175 $   |
| 1917                            | 90 000 000 $  | 368 027 644 $   |
| Total                           | 759 000 000 $ | 3 081 576 347 $ |

#### Ouvrages
- (en) The Sam Mendes Handbook - Everything You Need to Know about Sam Mendes, par Emily Smith, éd. Tebbo, 2013,
- (en) Sam Mendes at the Donmar: Stepping into Freedom, par Matt Wolf, éd. Limelight Editions, 2004.

### Articles et interviews
- (en) A Magnificent Road to Ruin in ‘The Lehman Trilogy’, par Ben Brantley pour le New York Times, 2019[21],
- (en) How Sam became The Man, par Gaby Wood pour The Guardian, 2008[18],
- (en) The Blue Room, par Charles Isherwood pour le magazine Variety, 1998[19],
- (en) Nicole Kidman in the West End – 'she is not just a star: she delivers the goods', par Michael Billington pour The Guardian, 1998[6].